# Empire ship
Un Empire ship (en français : « navire de l'Empire ») est un navire marchand qui a reçu un nom commençant par Empire au service du Gouvernement du Royaume-Uni pendant et après la Seconde Guerre mondiale. La plupart sont utilisés par le Ministry of War Transport (MoWT), en français : « Ministère des Transports de guerre », qui les possède et sous-traite leur exploitation à diverses compagnies maritimes de la marine marchande britannique.
Les Empire ship proviennent de deux sources principales : de nouvelles constructions et la capture. Les navires sont construits pour le MoWT ou obtenus des États-Unis pour augmenter la capacité de navigation du Royaume-Uni et compenser les pertes des sous-marins allemands, des raids commerciaux, des bombardements et d'autres actions ennemies dans la guerre que l'Allemagne mène contre le transport maritime britannique dans le monde entier. D'autres sont capturés ou saisis aux puissances ennemies et certains sont acquis par réquisition ou achat ou bail normal.
La construction de ces navires représente une entreprise énorme qui comprend des classes de cargos, de pétroliers, de porte-avions, de cargos rapides, de navires de débarquement de chars, de remorqueurs de sauvetage et de sauvetage en haute mer et plusieurs autres catégories. La production totale se compte par centaines.
Ils sont des compléments à la flotte marchande normale du Royaume-Uni en temps de paix, augmentant son nombre en temps de guerre à 12 000, alors la plus grande flotte de navires marchands au monde. Environ 4 000 navires inscrits au registre britannique sont perdus entre 1939 et 1945, un nombre considérable ont été coulés lors de la bataille de l'Atlantique.

## Types de navires construits pour le MoWT (Ministry of War Transport)

### Tramping
Les navires de tramping sont construits selon une conception préfabriquée standardisée. Les navires mesurent 425 pieds (130 m) de long avec une largeur de 56 pieds (17,1 m), un port en lourd d'environ 10 000 tonnes et une vitesse d'environ 10 nœuds (19 km/h). Le premier standard est le PF (B) (environ 7 500 tonneaux). Ils ont une grue de 30 tonnes, deux de 10 tonnes et huit de 5 tonnes pour la manutention du fret.
Le standard PF (C) est introduite en 1942 pour gérer des équipements militaires plus lourds et est équipé d'une grue de 50 tonnes, une de 30 tonnes, cinq de 10 tonnes et cinq de 5 tonnes. PF(C) jauge environ 7 320 tonnes brutes. Le dernier standard, le PF (D), est similaire au PF (C), 7 320 tonnes, mais se distingue par une poupe de pleine hauteur (qui n'est que de la moitié de la hauteur dans le PF (C)). Certains ont 250 000 pieds cubes (7 100 m3) d'espace réfrigéré.

### Caboteurs
Empire F est une série de petits caboteurs de 142 pieds (43 m) de longueur avec une jauge brute de 410 tonnes brutes. Ils sont dotés d'un seul moteur diesel, deux cales et deux grues de 1,5 tonne. La coque est la même que celle de la série des petits pétroliers côtiers (CHANT). Bien qu'il s'agisse d'une classe complètement distincte des pétroliers, les Empire F à cargaison sèche ont toujours été connus des marins côtiers sous le nom de "CHANT"[réf. souhaitée], peut-être parce qu'ils ont la même forme de coque et qu'au départ, tous les pétroliers sont vendus à des propriétaires étrangers et qu'il n'y a donc pas de conflit dans la nomenclature.
L'hébergement est bon car la cabine à cinq couchettes pour les artilleurs DEMS est disponible et plusieurs navires sont modifiés après la guerre pour mieux utiliser tous les espaces. Le principal défaut de la classe est leur faible capacité de port en lourd couplée à leur ajustement de moteur varié, en particulier ceux avec le moteur Petters qui causent des problèmes dans tous les navires dans lesquels ils sont installés. Quatre navires de classe Empire F et un de classe Empire S ont traversé l'Atlantique à la fin des années 50 pour servir sur le fleuve Saint-Laurent : Empire Fairway, Empire Fabric, Empire Fang, Empire Fathom et Empire Seagreen.

### Pétroliers côtiers
La coque des petits pétroliers côtiers (CHANT) est la même que celle de la série des caboteurs .

### Navire-citerne

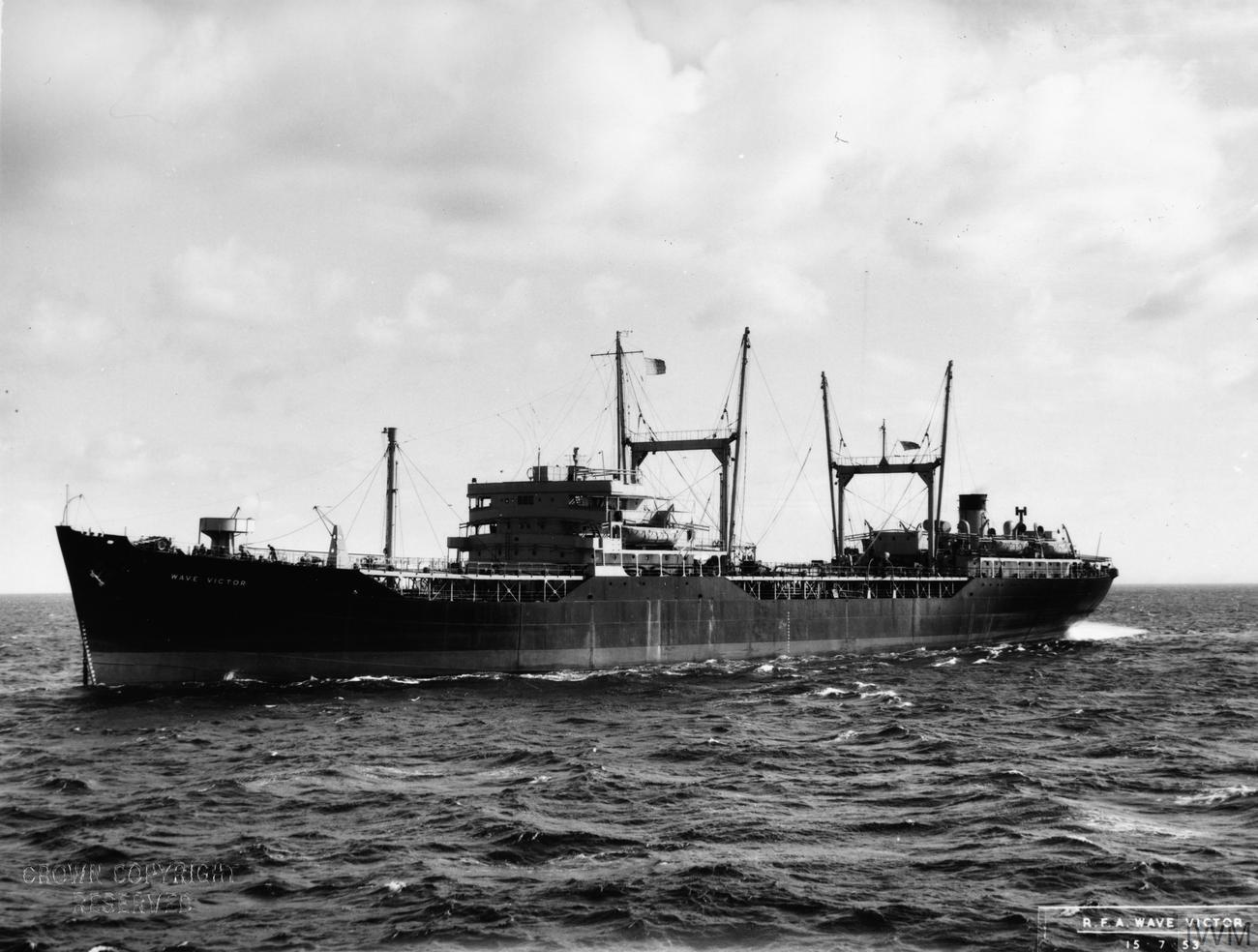
RFA Wave Victor, ex–Empire Bounty

Les navires-citernes de type Ocean sont parfois connus sous le nom de « Three twelves type » (en français : « Type trois douze »), pesant environ 12 000 tonnes de port en lourd avec une vitesse d'environ 12 nœuds (22 km/h) et une consommation de carburant de 12 tonnes par jour. Ils sont utilisés pour le transport de carburant et aussi pour le ravitaillement en mer. Certains sont équipés de machines à vapeur à triple détente, d'autres alimentés au diesel.
Le type "norvégien" est légèrement plus grand et n'est construit que par deux constructeurs, Sir James Laing & Sons, à Sunderland (qui a construit le prototype) et par Furness Shipbuilding Co, Ltd. Les premiers du type sont équipés de moteurs à vapeur à triple expansion (3 800 chevaux) puis avec moteurs diesel de 4 000 chevaux.
La conception des pétroliers plus rapides préfixés « Wave » débute en 1943. Avec une vitesse de 15 nœuds (28 km/h), ces pétroliers rapides peuvent opérer en dehors des convois.

### Porte-avions d'escorte
Catapult-armed merchantmen ou CAM ship (en français : « navires marchands armés de catapulte ») sont des navires de commerces opérant avec les convois et transformés pour lancer un chasseur Sea Hurricane au moyen d'une catapulte. Ces bateaux ne possèdent pas de moyens de faire atterrir l'avion, celui-ci n'est donc disponible que pour un seul décollage et doit retourner se poser sur le continent ou se crasher en mer après usage. Cependant, ce système a  fourni une importante couverture de convoi lorsqu'aucune autre n'était disponible. Huit navires privés et vingt-sept Empire ships servent en tant que CAM ship. Parmi les vingt-sept Empire ships, dix sont perdus en service. 

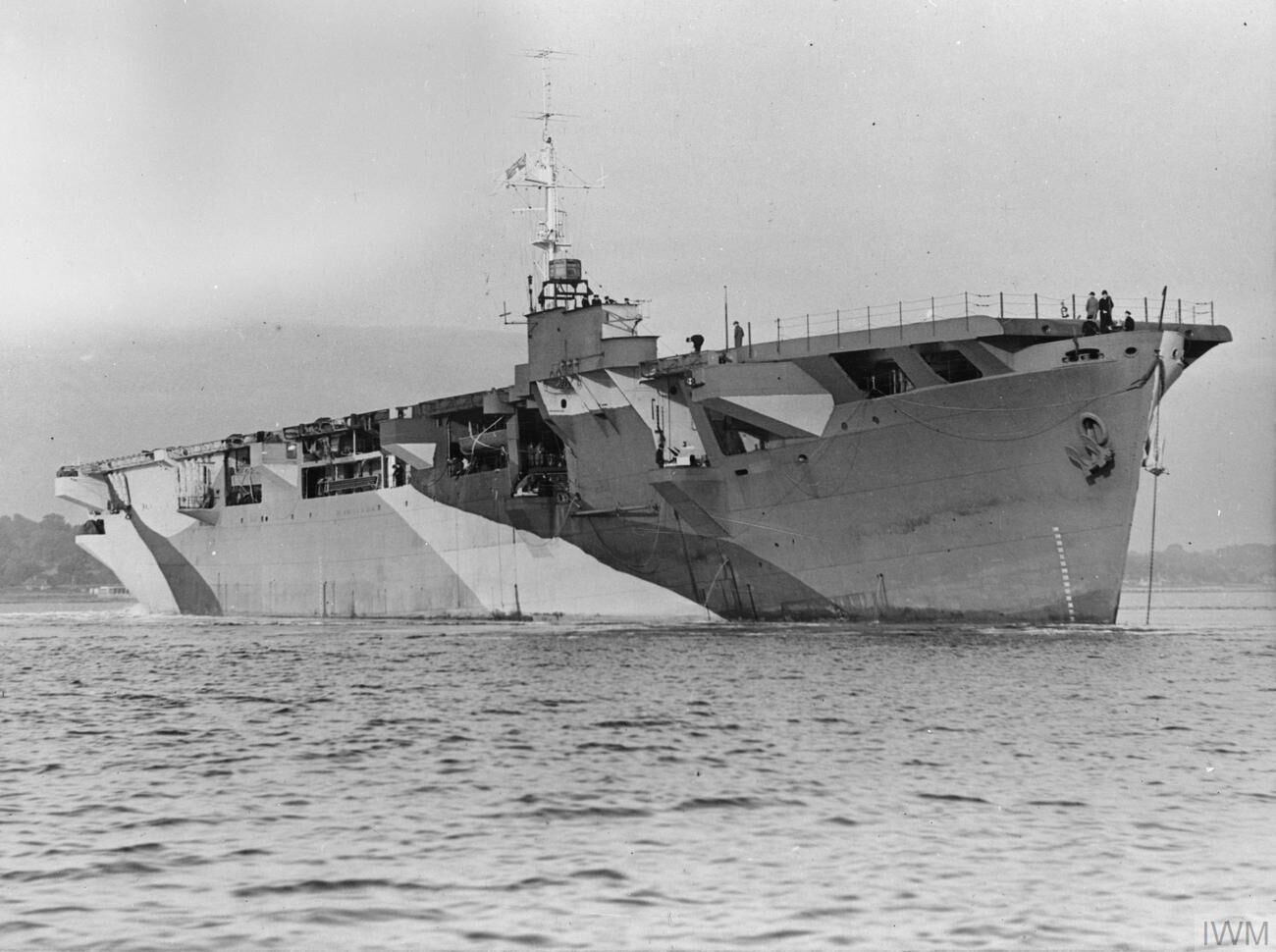
, anciennement Empire Activity.

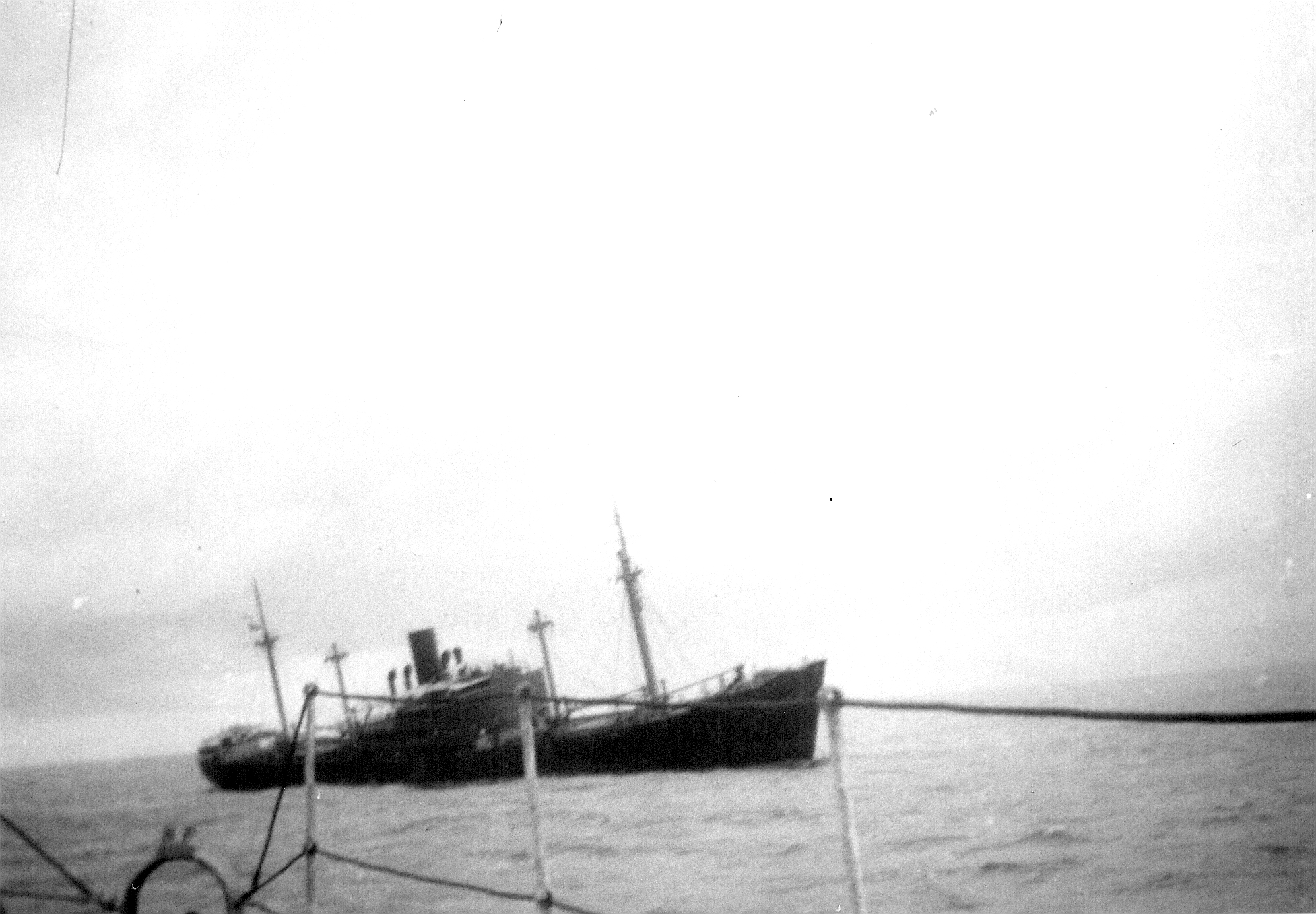
Le SS Hannover avant sa capture le 6 mars 1940, devient plus tard le Empire Audacity puis le.

Les Merchant aircraft carrier ou MAC ship (en anglais : porte-avions marchand) remplacent les CAM ship. Leur rôle est de défendre et protéger les convois. Contrairement aux CAM ship, ils sont dotés d'une piste afin que les avions puissent se poser. Ces navires, les MAC ship, sont généralement des navires céréaliers ou des pétroliers standards transformés pour cela. Les navires céréaliers ont un pont d'envol de 413 pieds (126 m) à 424 pieds (129 m) et une largeur de 62 pieds (19 m). Un hangar sur le pont inférieur avec un ascenseur permet d'abriter quatre Fairey Swordfish. Les pétroliers ont des ponts d'envols plus longs 461 pieds (141 m), mais pas de hangars. Trois avions de reconnaissance Swordfish sont rangés à l'extrémité arrière du pont d'envol.

### Paquebots rapides
Au début de la guerre, la capacité des chantiers navals est pleinement engagée avec des navires de guerre, y compris des porte-avions, des réparations de navires après l'évacuation de Dunkerque et des commandes de pétroliers et de navires de Tramping. En 1941, il y a des critiques selon lesquelles les navires en cours de construction sont trop lents. Quelques navires rapides (capables de 15 à 16 nœuds (28 à 30 km/h)) sont cependant en construction ; beaucoup d'entre eux avec capacité réfrigérée. En 1942, un nouveau standard pour un paquebot rapide d'environ 9 900 tonnes brutes est introduit avec une longueur de 475 pieds (145 m) et une largeur de 64 pieds (19,5 m). Treize paquebots de classe standard préfixés Empire sont achevés. Un autre standard est établi dans l'intention de recevoir le préfixe Empire, mais est acquis par le gouvernement royal des Pays-Bas et achevé sous le nom de Modjokerto.
- Paquebots non standard : Empire Gala (transféré une fois achevé au gouvernement colonial français de l'Indochine), Empire Pride (converti en transport de troupes dans le chantier naval), Empire Song et Empire Trust[5].
- Paquebots frigorifiques : Empire Abercorn, Empire Clarendon,  Empire Grace, Empire Hope, Empire Might, Empire Star (initialement construit sous le nom d'Empire Mercia), Empire Wessex (achevé sous le nom de Port Hobart en 1946) et Empire Wisdom[5].
- À partir de 1942, paquebots rapides standard (9 900 tonnes brutes) : Empire Allenby, Empire Captain, Empire Chieftain, Empire Dynasty, Empire Haig, Empire Joy, Empire Kitchener, Empire Life, Empire Paragon, Empire Regent, Empire Rawlinson et Empire Wilson[5].

### Navires de transport lourd
La conception d'un navire de transport lourd est basée sur une conception norvégienne avec un préfixe Bel (Belmoira, Belpareil). Ces navires sont destinés à transporter des cargaisons volumineuses et lourdes telles que des locomotives et des remorqueurs. Les navires ont trois grandes cales à cargaison dégagées et du matériel de levage lourd. La première paire de navires construits pour le Ministère des Transports de guerre, l'Empire Charmian et l'Empire Elaine, est propulsée au diesel. Le reste, Empire Admiral, Empire Athelstan, Empire Byng, Empire Canute, Empire Ethelbert(lancé sous le nom de Beljeanne en 1946), Empire Marshal, Empire Viceroy et Empire Wallace, sont alimentés par des turbines à vapeur pour fournir plus de vitesse et de puissance. Ces navires peuvent transporter des navires plus petits, tels que des remorqueurs et des péniches de débarquement, pour soutenir les opérations de combat dans le monde entier.

### Remorqueurs
Un certain nombre de remorqueurs de sauvetage et de secours sont construits pendant la guerre et la plupart appartiennent au MoWT et sont exploités par des sociétés de marine marchande (notamment United Towing Co.). Ces navires océaniques (armés dans le cadre du programme DEMS) ne ressemblent guère aux petits remorqueurs de port ou d'amarrage vus dans la plupart des grands ports et travaillent souvent aux côtés des remorqueurs navals du service de remorqueurs de sauvetage de Sa Majesté, la seule distinction est qu'ils ont pour équipage des hommes de la marine marchande et arborent le Red Ensign au lieu du White[réf. incomplète].

### Cargos de type scandinave
Deux classes de navires sont basées sur un design de conception scandinave. Le plus petit type « three island » d'environ 2 800 tonnes brutes est construit entre 1941 et 1944. Ces navires jouent un rôle important en tant que navires-grues dans le déchargement des convois arctiques dans les ports russes. Dans la classe des three island, la chaudière est au milieu du navire et la manutention de la cargaison est regroupée autour de trois îlot sur la superstructure, à la poupe, à la proue et au milieu du navire . La seconde classe, Empire Malta, est plus récente et plus grande (3 500 tonnes brutes), dix unités sont construites. Ils ont la chaudière à l'arrière et la manutention de la cargaison regroupée autour de l'avant et du mât principal.
- Type Three Island : Empire Bard, Empire Beaconsfield, Empire Boswell, Empire Buttress, Empire Candida, Empire Carey, Empire Caxton, Empire Crusoe, Empire Dirk, Empire Dunstan, Empire Elgar, Empire Gareth, Empire Gulliver, Empire Harcourt, Empire Harmony, Empire Jessica, Empire Launcelot, Empire Lorenzo, Empire Melody Empire Mountain, Empire Newcomen, Empire Osborne, Empire Patriot, Empire Pilgrim, Empire Ransom, Empire Record, Empire Seaman, Empire Sedley, Empire Tennyson, 'Empire Thackeray, Empire Toiler, Empire Valour, Empire Warner et Empire Wolfe[8].
- Classe Empire Malta : Empire Aldgate, Empire Barbados, Empire Bermuda, Empire Caicos, Empire Jamaica, Empire Labrador, Empire Malta, Empire Newfoundland, Empire Perlis et Empire Southwark[9].

## Navires survivants
En 2022, trois Empire ship existent toujours : 
- le Empire Sandy, construit en 1943 comme remorqueur, reconvertit en goélette, en 2022 il fait toujours de la croisière notamment sur les grands lacs canadiens ;
- le ST Cervia, remorqueur construit en 1945, conservé comme navire musée ;
- le Vitaz (Empire Forth), cargo construit en Allemagne en 1939, conservé comme navire musée.